# 平成医療短期大学
平成医療短期大学（へいせいいりょうたんきだいがく、英語: Heisei College of Health Sciences、公用語表記: 平成医療短期大学）は、岐阜県岐阜市黒野に本部を置く日本の私立短期大学。1984年創立、2009年大学設置。略称は平成医短。

## 概観

### 大学全体
- 岐阜県岐阜市に所在する日本の私立短期大学で、設置主体は学校法人誠広学園[1]。
- 2009年に開学し、医療系2学科[注 1]を置く。

### 建学の精神（校訓・理念・学是）
- ホームページほか右記資料も参照のこと[2]。

### 教育および研究
- 看護と理学療法、作業療法、視能訓練において活躍する人材育成に力をいれており、近隣にある関連施設平野総合病院での臨床実習が取り入れられている。

### 学風および特色
- 平成医療短期大学は、併設されている平成医療専門学院にある学科の一部を発展・改組するかたちで設置された。
- 医療法人社団誠広会がバックボーンとなっている。

## 沿革

### 略歴
- 1984年
  - 医療法人社団誠広会による岐阜リハビリテーション専門学院が開学[3]。
- 1990年
  - 平成医療専門学院に改組[4]。
- 1991年
  - 経営母体を学校法人誠広学園に変更[2]。
- 2008年
  - 10月31日 左記を以て文部科学省より短期大学の設置が認可される[注 2]
- 2009年
  - 4月1日 平成医療短期大学が以下の学科体制にて開学[注 3]。
    - 看護学科 入学定員80名
    - リハビリテーション学科 
      - 理学療法専攻 入学定員80名
- 2014年
  - 4月1日 リハビリテーション学科に以下の専攻課程を増設する[注 4]。
    - 作業療法専攻 入学定員40名
    - 視機能療法専攻 入学定員40名

## 基礎データ

### 所在地
- 岐阜県岐阜市黒野182

### 象徴
- ホームページほか右記資料も参照のこと[2]。

### 学生数
- 学生数はその該当年度の5月1日時点でのデータである。

| 学科名   | 看護学科 | リハビリテーション学科 | リハビリテーション学科 | リハビリテーション学科 | 出典  |
| -------- | -------- | ---------------------- | ---------------------- | ---------------------- | ----- |
| 専攻     | 看護学科 | 理学療法専攻           | 作業療法専攻           | 視機能療法専攻         | 出典  |
| 入学定員 | 80       | 80                     | -                      | -                      | -     |
| 総定員   | 240      | 240                    | -                      | -                      | -     |
| 2012年   | 263      | 206                    | -                      | -                      | [ 9 ] |

## 教育および研究

### 組織

#### 学科
- 看護学科 入学定員80名[1]
- リハビリテーション学科
  - 理学療法専攻 入学定員80名[1]
  - 作業療法専攻 入学定員40名[1]
  - 視機能療法専攻 入学定員40名[1]

#### 専攻科
- なし

#### 別科
- なし

##### 取得資格について
- 看護学科では看護師、リハビリテーション学科では理学療法士、作業療法士、視能訓練士それぞれの受験資格が与えられることになっている。

### 研究
- 『紀要』[10]

## 学生生活

### 学園祭
- 平成医療短期大学の学園祭は「平成祭」と呼ばれている[11]。

## 大学関係者と組織

### 大学関係者一覧

#### 大学関係者
- 磯野日出夫：本短大学長。岐阜大学医学部名誉教授。岐阜県立医科大学（現在、岐阜大学医学部）出身。

## 施設

### キャンパス
- 交通アクセス：JR東海道本線岐阜駅または名鉄名古屋本線・各務原線名鉄岐阜駅下車。岐阜バスを利用の上、「折立・平野総合病院前」バス停留所にて下車するのが最も便利である。
- 設備：短期大学の校舎は、鉄筋コンクリート3階建てとなっている。
- キャンパス周辺：黒野城跡が近隣にある。また、東側に岐阜大学や岐阜大学医学部附属病院がある。

### 学生食堂
- A館1階にある。学生ほか隣接の病院やリハビリセンターの職員も使用している。

## 対外関係

### 系列校
- 平成医療専門学院：2014年度に当短大にリハビリテーション学科作業療法専攻と視機能療法専攻が設置されたため、以後は生徒の募集を停止。

### 関連施設
- 平野総合病院
- 岐阜中央病院
- 岐阜リハビリテーションホーム
- 早徳病院

## 卒業後の進路について

### 就職について
- 平野総合病院・岐阜中央病院・岐阜大学医学部付属病院などの医療機関への就職実績がある。

### 編入学・進学実績
- 信州大学ほか。